# 舞山裕子
舞山 裕子（まやま ゆうこ、1982年5月15日 - ）は日本の女優、声優。東京都出身。劇団昴所属。

## 来歴
小学校から中学校まで新体操をしていた。高校で中国語に触れ、北京に短期留学したこともある。
大学卒業後に劇団昴演劇学校に入学、翌年にJoko演劇学校（前昴演劇学校）を卒業し劇団昴に入団し、入団一年目には主演を務めた。以後、舞台、映像、吹き替えなど幅広く活動している。

## 人物
特技は新体操、ダンス、料理、運転。趣味は料理、食べ歩き、二胡、中国語（挨拶程度）、ピアノ、裁縫、片付け、掃除。
好きな色は紫、真紅、白。
身長164cm。体重50kg。

## 出演

### テレビドラマ
- 味いちもんめ
- 特命おばさん検事! 花村絢乃の事件ファイル4

### 映画
- おめでとありがと
- アウトレイジ 最終章

### テレビ番組
- 所さんの学校では教えてくれないそこんトコロ!
- 発掘!歴史に秘めた恋物語

### 吹き替え

#### 映画
- アメリカン クリスマス・キャロル
- ガール・オン・ザ・トレイン（アナ・ワトソン〈レベッカ・ファーガソン〉）
- ゴースト・エージェント/R.I.P.D.
- スノーマン 雪闇の殺人鬼（カトリーネ・ブラット〈レベッカ・ファーガソン〉）
- T2 トレインスポッティング（ベロニカ〈アンジェラ・ネディヤルコーヴァ〉）
- ドム・ヘミングウェイ（メロディ〈ケリー・コンドン〉）
- +1［プラスワン］
- ライズ・オブ・ザ・レジェンド 炎虎乱舞（マー・チュンユィ〈ワン・ルオダン〉）
- ルイの9番目の人生（ナタリー・ドラックス〈サラ・ガドン〉）

#### ドラマ
- アウトランダー（ジャネット・フレーザー・マレー〈ローラ・ドネリー〉）
- イニョプの道（ケットン〈チョン・スジン〉）
- ヴァンパイア・ダイアリーズ（ペニー）
- WITHOUT A TRACE/FBI 失踪者を追え!7
- エージェント・オブ・シールド
- エレメンタリー ホームズ&ワトソン in NY（ローラ）
- グッド・ワイフ
- クリミナル・マインド/FBI vs. 異常犯罪6
- グレイス&フランキー（マロリー・ハンソン〈ブルックリン・デッカー〉）
- 刑事ジョン・ルーサー（ナタリー・グリーン〈ジョージア・フレンチ〉）
- ザ・パシフィック
- サム&キャット
- SCORPION/スコーピオン
- デビアスなメイドたち2
- 跳べ!ロックガールズ 〜メダルへの誓い
- ナイトシフト 真夜中の救命医（トファーの妻）
- PERSON of INTEREST 犯罪予知ユニット
- HAWAII FIVE-0
- ブラインドスポット タトゥーの女
- マーベル インヒューマンズ（メデューサ〈セリンダ・スワン〉）
- Major Crimes 〜重大犯罪課

#### テレビ番組
- アンダーカバー・ボス 社長潜入調査

#### アニメ
- おさるのジョージ

### CM
- アリさんマークの引越社「着ぐるみ板野友美キャンペーン」編
- NTT東日本 おまかせデータレスPC 突入篇
- サントリーBOSS グランアロマ『開発』篇
- CCP トイレットペーパーブラスター
- Cisco「卓球 張本 智和選手」篇
- ジョンソン&ジョンソン バンドエイド
- 住友生命保険 1UP
- 損保ジャパン日本興亜
- ソニー損保 自動車保険
- 日清どん兵衛「売上No.1」篇
- 日本民間放送連盟 平成27年度 地球温暖化問題啓発スポット（ママ）
- マクドナルド「ナゲットリレー」篇
- ライオン ソフランプレミアム消臭

### 舞台
- 九つの不思議な物語
- ドラキュラ（ルーシー）
- 白い悪魔
- 今宵は一幕劇を
- ドドミノ
- 贋作 春琴抄（空カケル）
- ハロルド&モード（ムーヴィス）

2008年
- 修道女（シュザンヌ・シモナン）
- クリスマス・キャロル（2008年 - 2018年、ベル、フレッドの妻 他）

2009年
- ナイトブランインド

2010年
- スタア（美智代）
- 孫文と梅屋庄吉
- ゴルゴダ・メール（2010年 - 2011年）

2011年
- エデンの東（アブラ）
- 核・ヒバク・人間

2012年
- HEAVEN ELEVEN OF THE DEAD
- 明暗（岡田洋子）

2013年
- 何がすごいの?シェイクスピア!-シェイクスピアを百倍楽しむ法-
- ハルメリ2013

2014年
- 暗いところで待ち合わせ（本間ミチル）
- イノセント･ピープル（マーシャ）
- BLUE（リン）
- ラインの監視（2014年 - 2017年、マート）

2015年
- 谷間の女たち（セシリア・サンヒネス）
- イルクーツク物語（ワーリャ）

2016年
- どん底（ナターシャ）

2023年
- クリスマス・キャロル